# Lehmäsaari
Lehmäsaari (en français : île aux vaches) est une île de l'archipel de Kotka dans le golfe de Finlande en Finlande.

## Géographie
Située sur le côté ouest de Kuutsalo, l'île est une destination de randonnée populaire. Sa superficie est de 1,31 kilomètre carré et sa plus grande longueur est de 2,5 kilomètres dans la direction nord-sud.
Le sol de Lehmäsaari est constitué de sable fin et de gravier couvrant la roche. Les parties centrales de l'île sont des landes couvertes de pin.
Le meilleur point de débarquement sur l'île est la baie sur la rive est, appelée « Lehmän monttu » (en français : colline des vaches), qui compte des jetées.  La baie résulte de l'extraction de gravier au milieu du XXe siècle.